# Danh sách di sản văn hóa Tây Ban Nha được quan tâm ở Deià
Danh sách di sản văn hóa Tây Ban Nha được quan tâm ở Deià.
| Tên                                               | Dạng                        | Địa điểm        | Tọa độ                                        | Số hồ sơ tham khảo? | Ngày nhận danh hiệu? | Hình ảnh                                                             |
| ------------------------------------------------- | --------------------------- | --------------- | --------------------------------------------- | ------------------- | -------------------- | -------------------------------------------------------------------- |
| Ca l'Abat                                         | Di tích Kiến trúc quân sự   | Deyá            | 39°45′31″B 2°39′06″Đ / 39,758625°B 2,651637°Đ | RI-51-0008402       | 30-11-1993           | Upload image                                                         |
| Can Poloni                                        | Di tích Kiến trúc phòng thủ | Deyá Llucalcari | 39°45′56″B 2°39′12″Đ / 39,765582°B 2,653361°Đ | RI-51-0008403       | 30-11-1993           | Upload image                                                         |
| Can Simó                                          | Di tích Kiến trúc phòng thủ | Deyá Llucalcari | 39°45′55″B 2°39′12″Đ / 39,765411°B 2,653242°Đ | RI-51-0008404       | 30-11-1993           | Upload image                                                         |
| Nhà d'Amunt                                       | Di tích Kiến trúc phòng thủ | Deyá Llucalcari | 39°45′55″B 2°39′17″Đ / 39,765165°B 2,654684°Đ | RI-51-0008405       | 30-11-1993           | Upload image                                                         |
| Quần thể Histórico áreas và núcleos urbanos Deyá  | Khu phức hợp lịch sử        | Deyá            | 39°44′54″B 2°38′56″Đ / 39,748453°B 2,648761°Đ | RI-53-0000509       | 09-02-2001           | Conjunto Histórico de áreas y núcleos urbanos de Deyá · Upload image |
| Hang Sa Cova Betlem                               | Di tích Khảo cổ học         | Deyá            | 39°45′19″B 2°38′30″Đ / 39,755157°B 2,641693°Đ | RI-51-0002011       | 10-09-1966           | Upload image                                                         |
| Hang Son Gallard                                  | Di tích Khảo cổ học         | Deyá            |                                               | RI-51-0002014       | 10-09-1966           | Upload image                                                         |
| Hang Son Gallard (Cueva Son Marroig)              | Di tích Khảo cổ học         | Deyá            | 39°44′38″B 2°37′32″Đ / 39,743924°B 2,625527°Đ | RI-51-0002015       | 10-09-1966           | Upload image                                                         |
| Hang Son Gallard (Cueva Dimoni)                   | Di tích Khảo cổ học         | Deyá            | 39°44′39″B 2°37′32″Đ / 39,744194°B 2,625421°Đ | RI-51-0002012       | 10-09-1966           | Upload image                                                         |
| Hang Son Gallard (Cueva des Morts)                | Di tích Khảo cổ học         | Deyá            | 39°44′38″B 2°37′29″Đ / 39,743832°B 2,624839°Đ | RI-51-0002013       | 10-09-1966           | Upload image                                                         |
| Tàn tích tiền sử Can Borràs (Es Castell des Moro) | Di tích Khảo cổ học         | Deyá            | 39°44′40″B 2°38′31″Đ / 39,744526°B 2,641993°Đ | RI-51-0002010       | 10-09-1966           | Upload image                                                         |
| Tàn tích tiền sử Son Rullàn                       | Di tích Khảo cổ học         | Deyá            | 39°44′59″B 2°38′00″Đ / 39,749787°B 2,633212°Đ | RI-51-0002016       | 10-09-1966           | Upload image                                                         |
| Sa Canova                                         | Di tích Kiến trúc phòng thủ | Deyá            |                                               | RI-51-0008406       | 30-11-1993           | Upload image                                                         |
| Sa Pedrissa                                       | Di tích Kiến trúc phòng thủ | Deyá            | 39°45′46″B 2°38′10″Đ / 39,762881°B 2,636176°Đ | RI-51-0008401       | 30-11-1993           | Upload image                                                         |
| Son Bauzá                                         | Di tích Kiến trúc phòng thủ | Deyá            | 39°45′04″B 2°38′31″Đ / 39,751206°B 2,64193°Đ  | RI-51-0008407       | 30-11-1993           | Son Bauzá · Upload image                                             |
| Son Galcerán                                      | Di tích Kiến trúc phòng thủ | Deyá            |                                               | RI-51-0008400       | 30-11-1993           | Upload image                                                         |
| Son Marroig                                       | Di tích Kiến trúc phòng thủ | Deyá            | 39°45′04″B 2°37′45″Đ / 39,751164°B 2,629213°Đ | RI-51-0008408       | 30-11-1993           | Son Marroig · Upload image                                           |